# 錫瓦斯區

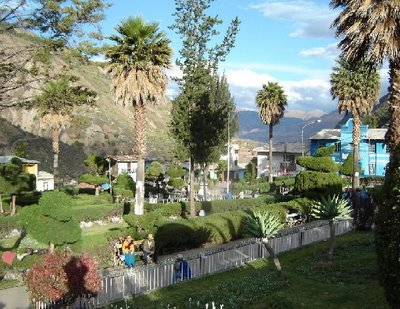

錫瓦斯區（西班牙語：Distrito de Sihuas），是秘魯的一個區，位於該國北部安卡什大區的錫瓦斯省，始建於1821年3月25日，面積43.81平方公里，海拔高度2,716米，2005年人口5,163，人口密度為每平方公里120人。